# Port lotniczy East Midlands

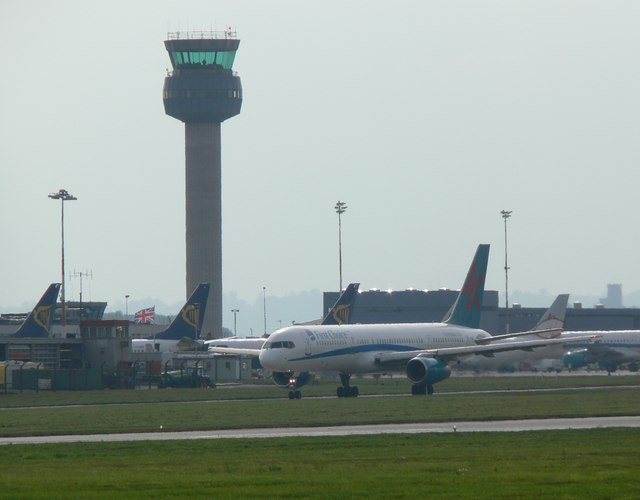
Port lotniczy East Midlands

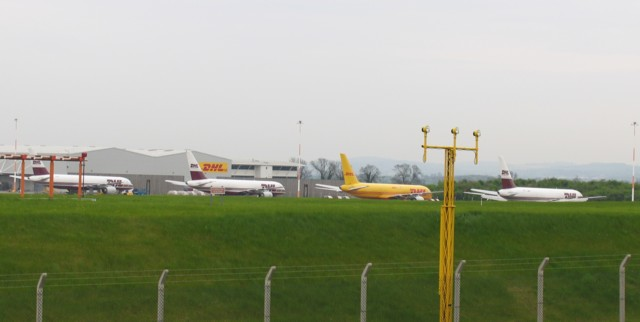
Samoloty firmy DHL na lotnisku East Midlands

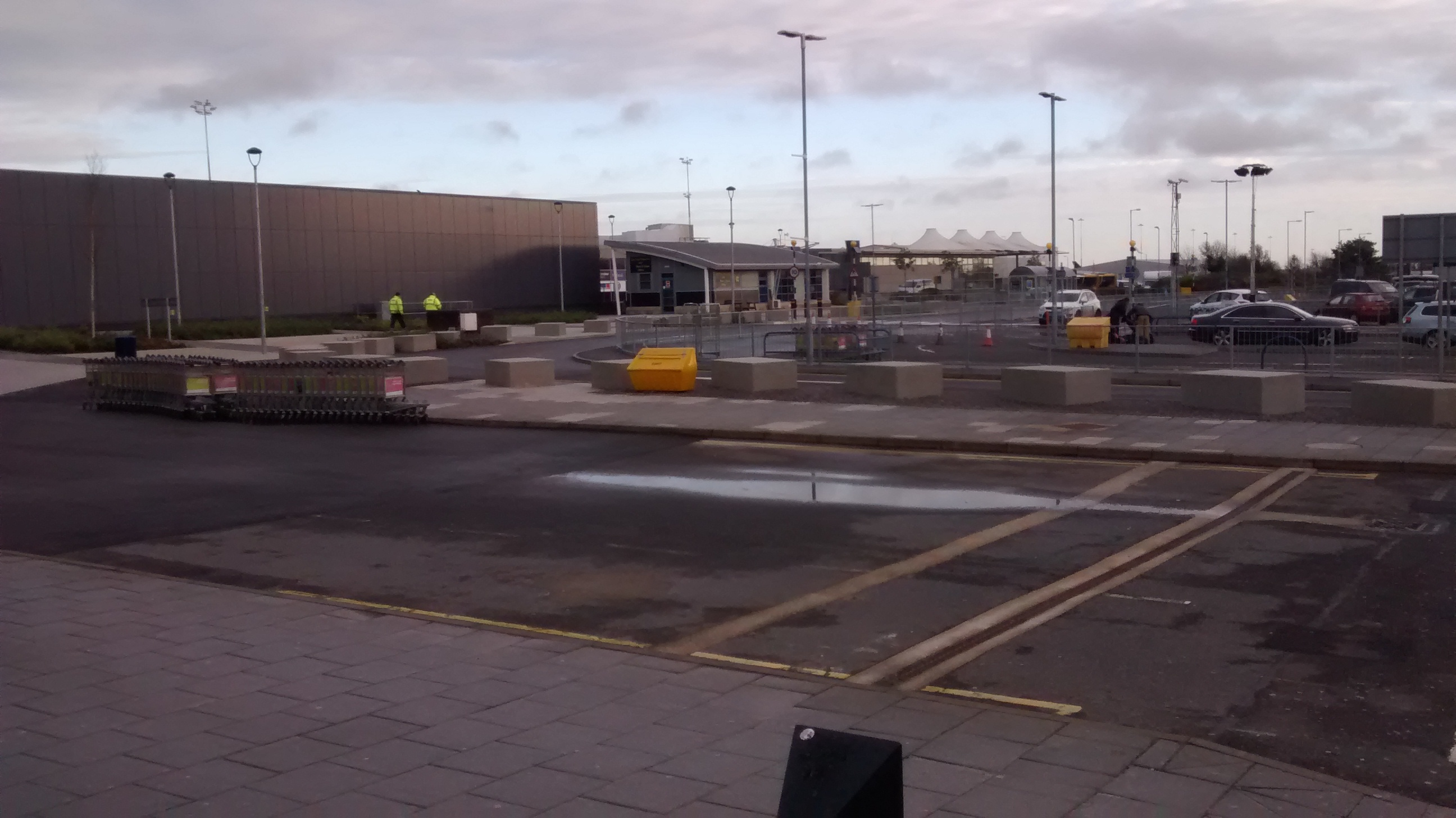
Parking i budynek lotniska

Port lotniczy East Midlands (pełna nazwa ang.: East Midlands Airport: Nottingham, Leicester, Derby, wcześniej Nottingham East Midlands Airport, kod IATA: EMA, kod ICAO: EGNX) – lotnisko w Anglii, położony w regionie East Midlands, w miejscowości Castle Donington obsługujący głównie położone niedaleko (w promieniu 50 km) ośrodki miejskie: Nottingham, Derby i Leicester.
Pierwotnie była tutaj baza lotnicza RAF (do 1946) a w kwietniu 1965 lotnisko zostało otwarte dla lotów cywilnych.
Lotnisko obsługują głównie tanie linie lotnicze: Ryanair oraz easyJet. Odbywają się tu także loty czarterowe. Obsługiwane bezpośrednie połączenia z Polską - Modlin, Kraków, Łódź, Poznań (od 30 kwietnia 2013), Rzeszów, Wrocław.

## Linie lotnicze i połączenia
| Linia lotnicza       | Kierunek |
| -------------------- | --- |
| Aer Lingus           | 1. Belfast-City |
| Aurigny Air Services | Sezonowo: 1. / Guernsey |
| BH Air               | Sezonowo: 1. Burgas 2. Sofia |
| Blue Islands         | 1. / Jersey |
| Eastern Airways      | 1. Paryż-Charles de Gaulle (od 1 kwietnia 2024) 2. Paryż-Orly (do 30 marca 2024) |
| Jet2.com             | 1. Alicante 2. Antalya 3. Faro 4. Fuerteventura 5. Madera 6. Gran Canaria 7. Lanzarote 8. Malaga 9. Pafos 10. Teneryfa-Południe Sezonowo: 1. Bodrum 2. Burgas 3. Korfu 4. Dalaman 5. Dubrownik 6. Genewa 7. Girona 8. Heraklion 9. Ibiza 10. Izmir 11. / Jersey 12. Kefalonia 13. Kos 14. Kraków 15. Larnaka 16. Malta 17. Menorka 18. Neapol (od 24 maja 2024) 19. Palma de Mallorca 20. Praga 21. Reus 22. Reykjavík-Keflavík 23. Rodos 24. Salzburg 25. Santorini (do 11 października 2024) 26. Skiathos 27. Werona 28. Wiedeń (od 29 listopada 2024) 29. Zakintos |
| Ryanair              | 1. Alicante 2. Barcelona 3. Belfast-International 4. Mediolan-Bergamo 5. Berlin 6. Dublin 7. Faro 8. Fuerteventura 9. Gran Canaria 10. Knock 11. Kraków 12. Lanzarote 13. Malaga 14. Malta 15. Ryga 16. Rzym-Ciampino 17. Teneryfa-Południe 18. Wrocław Sezonowo: 1. Bergerac 2. Budapeszt 3. Carcassonne 4. Chania 5. Korfu 6. Girona 7. Limoges 8. Menorka 9. Murcja 10. Palma de Mallorca 11. Piza 12. Praga 13. Reus 14. Rodos 15. Treviso 16. Walencja |
| Southwind Airlines   | Sezonowo: 1. Antalya (od 4 czerwca 2024) |
| TUI Airways          | 1. Alicante 2. Enfidha 3. Gran Canaria 4. Hurghada 5. Lanzarote 6. Malaga 7. Sal 8. Szarm el-Szejk 9. Teneryfa-Południe Sezonowo: 1. Antalya 2. Chambéry 3. Korfu 4. Dalaman 5. Dubrownik 6. Faro 7. Heraklion 8. Ibiza 9. Kefalonia 10. Kittilä 11. Kos 12. Larnaka 13. Menorka 14. Neapol 15. Palma de Mallorca 16. Pafos 17. Rodos 18. Salzburg 19. Santorini 20. Skiathos 21. Turyn 22. Zakintos |

## Cargo
| Linia lotnicza                                        | Kierunek |
| ----------------------------------------------------- | --- |
| TNT Airways                                           | 1. Belfast-International 2. Liège |
| TNT Airways (obsługiwane przez FedEx Express)         | 1. Liège 2. Londyn-Stansted |
| Atlantic Airlines                                     | 1. / Bazylea/Miluza/Fryburg 2. Belfast-International 3. Edynburg 4. Exeter 5. Jersey 6. Newcastle |
| DHL Aviation (obsługiwane przez AeroLogic)            | 1. Bruksela 2. Cincinnati 3. Lipsk 4. Frankfurt 5. Hongkong |
| DHL Aviation (obsługiwane przez ASL Airlines Hungary) | 1. Dublin 2. Paryż-Charles de Gaulle 3. Shannon |
| DHL Aviation (obsługiwane przez Air Contractors)      | 1. Lipsk 2. Paryż-Charles de Gaulle 3. Shannon |
| DHL Aviation (obsługiwane przez Atlantic Airlines)    | 1. Aberdeen 2. Kolonia/Bonn |
| DHL Aviation (obsługiwane przez Cargoair)             | 1. Lipsk |
| DHL Aviation (obsługiwane przez DHL Air UK)           | 1. Amsterdam 2. Belfast-International 3. Mediolan-Bergamo 4. Bruksela 5. Kolonia/Bonn 6. Kopenhaga 7. Dublin 8. Edynburg 9. Frankfurt 10. Lipsk 11. Londyn-Heathrow 12. Madryt 13. Nowy Jork-JFK 14. Paryż-Charles de Gaulle 15. Shannon 16. Vitoria |
| DHL Aviation (obsługiwane przez Kalitta Air)          | 1. Bruksela 2. Cincinnati |
| DHL Aviation (obsługiwane przez MNG Airlines)         | 1. Lipsk |
| DHL Aviation (obsługiwane przez Southern Air)         | 1. Lipsk |
| DHL Aviation (obsługiwane przez Swiftair)             | 1. Mediolan-Bergamo 2. Kolonia/Bonn 3. Vitoria |
| Etihad Airways Cargo                                  | 1. Abu Zabi 2. Amsterdam 3. Columbus-Rickenbacker 4. Frankfurt-Hahn |
| Icelandair Cargo                                      | 1. Liège 2. Reykjavik-Keflavík |
| Royal Mail                                            | 1. Edynburg 2. Aberdeen 3. Belfast-International 4. Bournemouth 5. Cardiff 6. Guernsey 7. Wyspa Man |
| RVL Aviation                                          | 1. Dublin 2. Edynburg 3. Guernsey 4. Wyspa Man |
| UPS Airlines                                          | 1. Kolonia/Bonn 2. Belfast-International 3. Edynburg 4. Louisville 5. Filadelfia |
| West Air Sweden                                       | 1. Guernsey 2. Jersey 3. Wyspa Man |